# 냉차

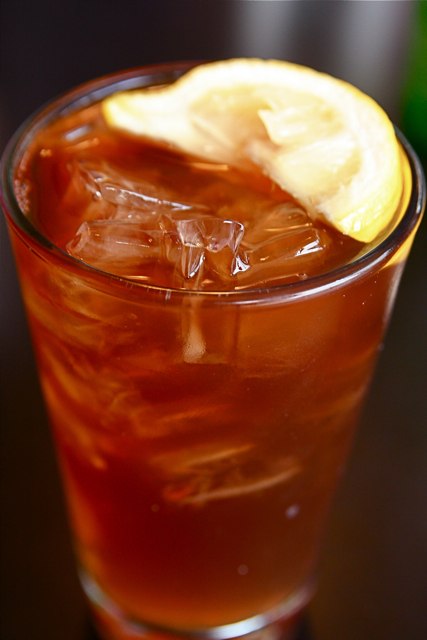
냉차

냉차(冷茶, Iced Tea)는 카페인이 들어있는 차가운 차 음료이다.

## 역사
1904년 세인트루이스 국제 박람회에서 영국의 홍차 상인 라처드 블레친든(Richard Blechynden)이 더운 날씨로 인해 관람객들이 홍차에 관심을 보이지 않자 홍차에 얼음을 넣어 냉차를 만들어 홍보했다. 당시에는 냉장고가 보급되기 이전이어서 냉차는 좋은 반응을 받았고, 그 이후로 냉차가 상품화되었다. 발명품은 아니었기에 로열티는 없었다.

## 만들기
냉차는 티백, 냉수, 얼음을 넣는 용기 등으로 만들 수 있다. 티백을 이용할 경우 물 0.5ℓ에 티백 1주머니로 해서 티백을 냉수 포트에 넣고 10∼15분 후에 티백을 짠다. 포트에서 티백을 꺼내고 냉장고에 넣어두면 꺼내서 먹을 수 있게 된다. 냉수를 이용할 경우, 찻주전자에 차 잎을 큰 술 2∼3잔 정도로 넣는다. 그 후 미리 냉각한 물로 차 잎이 뜨지 않을 만큼 찻주전자에 따르고 4∼5분후에 마신다. 얼음을 넣는 용기를 사용할 때에는, 한 사람 당 3g 정도를 목표로 하여 차 잎을 찻주전자에 넣는다. 60℃ 정도로 식힌 탐을 찻주전자에 따르고 1∼2분간 기다린 후 초자기에 얼음을 넣어 둔다. 얼음을 넣은 초자기에 차를 따르면 냉차가 완성된다.

## 같이 보기
- 롱아일랜드 아이스 티